# Bitwa pod Nsamankow
Bitwa pod Nsamankow – starcie zbrojne pomiędzy siłami brytyjskimi a aszantyjskimi 21 stycznia 1824, w trakcie I wojny brytyjsko-aszantyjskiej.

## Plan Brytyjczyków
W wyniku zatargów pomiędzy Aszantami a znajdującymi się pod brytyjskim zwierzchnictwem ludem Fante gubernator brytyjski Złotego Wybrzeża – płk Charles MacCarthy – zdecydował zaangażować się w konflikt. Umocnił obronę głównej bazy w Cape Coast, zebrał kilkuset ludzi (250 białych, w tym 170 członków lokalnej milicji, oraz 240 wojowników Fante) i ruszył w głąb lądu. Według jego planu miał się następnie połączyć z trzema znacznie większymi grupami w regionie (I. grupa: 600 żołnierzy z Królewskiego Afrykańskiego Korpusu Kolonialnego i 3000 wojowników; II. gr.: 200 żołnierzy i milicjantów oraz 2000 wojowników pod dowództwem mjr. A.G. Laiga; 3 gr.: 300 żołnierzy i milicjantów oraz 6000 wojowników) i dopiero wówczas uderzyć na Aszantów.

## Bitwa
20 stycznia wieczorem oddział MacCarthyego rozłożył obóz nad dopływem rzeki Pra. Wciąż jednak nie udało mu się połączyć z żadną z pozostałych grup. Następnego dnia ok. godz. 14 siły brytyjskie niespodziewanie natknęły się na armię aszantyjską w sile ok. 10 000 ludzi. Płk. MacCarthy nakazał odegrać hymn, licząc że część oddziałów wroga przejdzie na jego stronę. W odpowiedzi jednak rozległy się liczne odgłosy gry na bębnach, a armia wroga zbliżyła się do Brytyjczyków. Frontalny atak uniemożliwiał jednak szeroki strumień (ok. 18 metrów), który rozdzielał obie strony. W tej sytuacji rozpoczęto wzajemny ostrzał z karabinów.
Jednak błędem sił MacCarthyego było wzięcie z sobą jedynie niewielkiej ilości amunicji i prochu. Główne zapasy miały być w razie konieczności dostarczane z tyłów. Tragarze jednak, słysząc odległe wystrzały i napotykając kilku dezerterów, w większości zbiegli. Skutkiem tego siły brytyjskie otrzymały tylko po jednej beczce prochu i amunicji. Około godz. 16 Aszantowie zauważyli, że przeciwnikom brakuje amunicji i przypuścili nagłą szarżę przez strumień. W wyniku tego ataku oddział MacCarthyego był bezradny. Pozycje brytyjskie zostały błyskawicznie opanowane a żołnierze wybici. Wycofać udało się jedynie ok. dwudziestu. Sam płk Charles MacCarthy podczas próby odwrotu został postrzelony a krótko później dobity drugim strzałem. W obronie ciała dowódcy poległ chorąży Wetherell, a sekretarz dowódcy (będący jednocześnie chirurgiem) kpt. J.T. Williams dostał się do niewoli.

## Skutki
Bitwa zakończyła się całkowitym zwycięstwem Aszantów, a oddział MacCarthyego rozgromiono, tym samym udowadniając, że miejscowi mogą być równorzędnym przeciwnikiem dla Europejczyków. Kapitan Williams po kilku miesiącach powrócił z niewoli, opowiadając że został rozpoznany podczas bitwy przez wodza, któremu kiedyś wyświadczył jakąś przysługę i dlatego go oszczędzono. Podczas pobytu wśród Aszantów przetrzymywano go w chacie, gdzie jako trofea wojenne umieszczono głowy MacCarthyego i Wetherella.
Czaszkę MacCarthyego umieszczono w złotej oprawie i przeznaczono na królewski puchar dla kolejnych władców Aszantów.